# 韋爾瓦鎮區 (北達科他州麥克亨利縣)
韋爾瓦鎮區（英語：Velva Township）是位於美國北達科他州麥克亨利縣的一個鎮區。

## 地方資料
韋爾瓦鎮區的面積為90.97平方千米，當中陸地面積為90.71平方千米，而水域面積為0.26平方千米。根據2020年美國人口普查的數據，當地共有人口277人，而人口密度為每平方千米3.04人。